# Transparent (projection)
Pour les articles homonymes, voir Transparent.

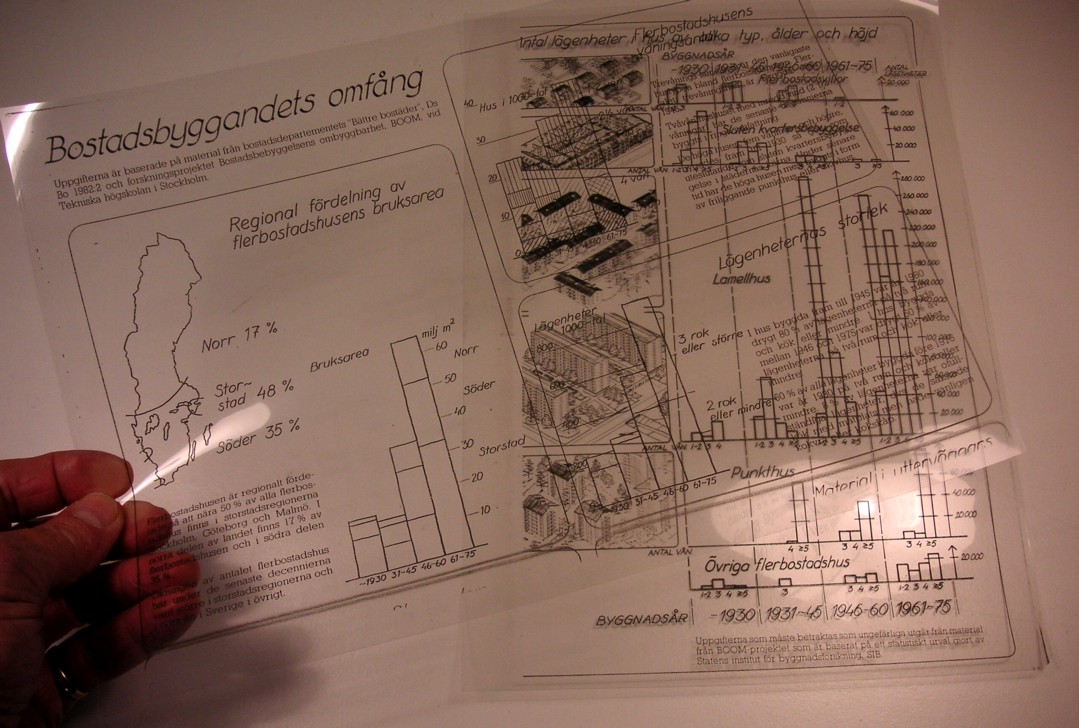
Plusieurs transparents (avec du texte imprimé en norvégien).

Un transparent est une feuille en plastique transparent qui peut être placée sur la vitre d'un rétroprojecteur pour que les inscriptions ou schémas qu'elle comporte soient projetés sur l'écran regardé par le public. 

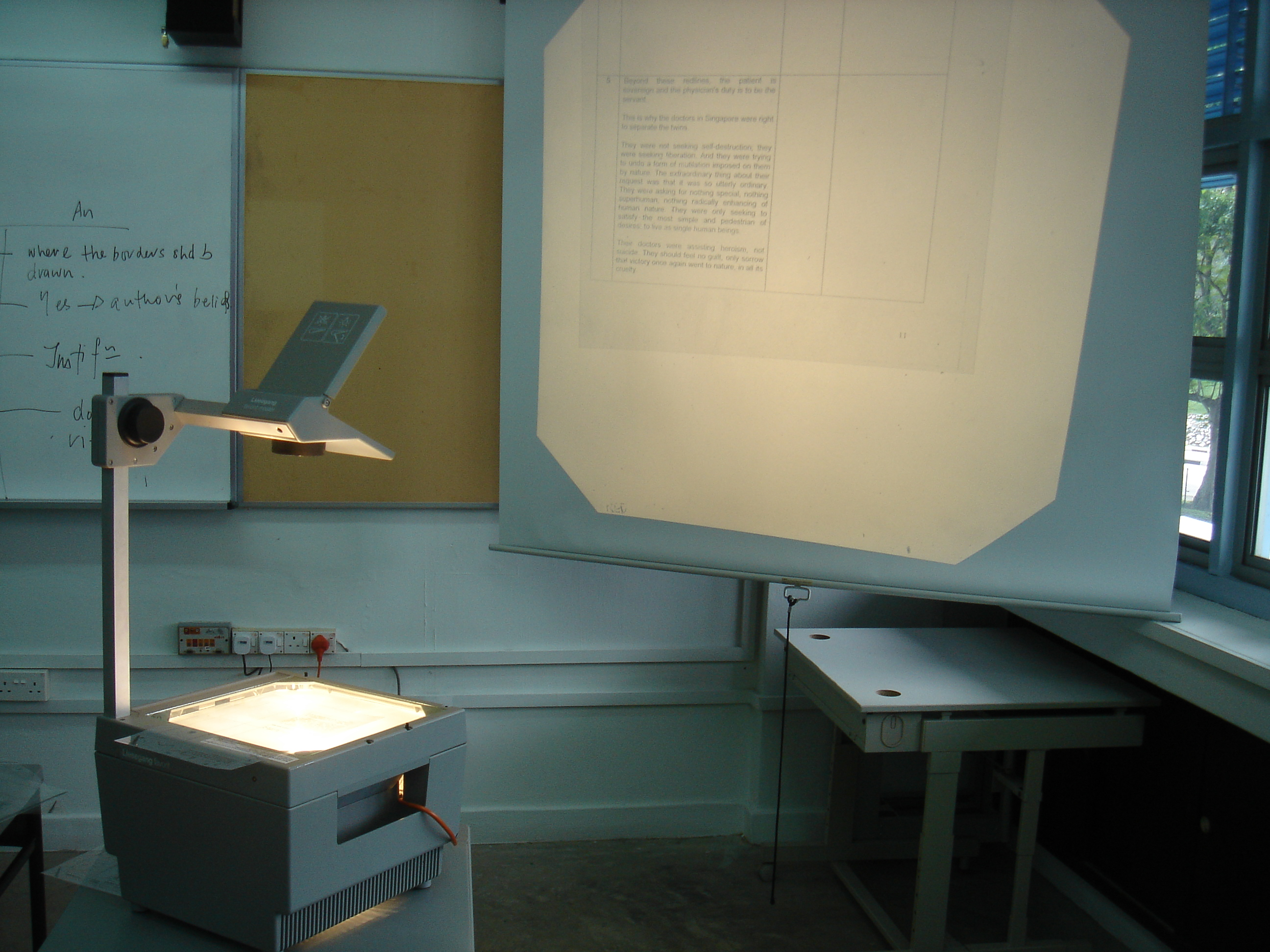
Utilisation d'un transparent sur un rétroprojecteur.

Ces feuilles sont fabriquées dans une matière flexible, généralement en Rhodoïd ou plus rarement en celluloïde[réf. nécessaire].
Plus récemment, le terme « transparent » est parfois utilisé pour traduire le terme anglais slide (diapositive).

## Utilisation

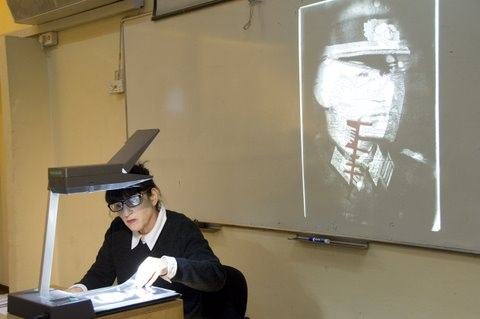
Une personne manipule un transparent avec une illustration sur un rétroprojecteur.

Il est possible d'écrire sur un transparent avec des feutres adaptés ; les ajouts, dessins, indications apparaissent à l'écran en direct. D'autre part, plusieurs transparents peuvent être superposés :

« si vous voulez expliquer à votre public ce que sont les projets d'extension d'une usine (...) rien de plus facile. Le premier transparent montre le plan actuel. Un second transparent (...) fait voir les installations en cours de construction (...) Un troisième transparent se superpose à son tour au précédent et les travaux de la troisième partie complètent le plan. »

Certains transparents sont imprimés avec de l'encre indélébile et permettent de projeter du texte ou des illustrations en couleur. Lorsque des transparents colorés sont superposés, ce qui apparaît à l'écran est l'addition des couleurs (un transparent vert et un transparent rouge donnent du jaune).
Il est également possible d'utiliser un papier, ou tout autre support ne laissant pas passer la lumière, pour cacher une partie du transparent et la révéler au moment voulu.
Pour écrire sur un transparent, des crayons gras ou des feutres effaçables peuvent être employés : cela permet la réutilisation du support. Des feutres avec encre à alcool permettent d'écrire de manière plus durable sur le transparent, car cette encre ne s'efface qu'avec certains produits spécifiques.

## Avantages

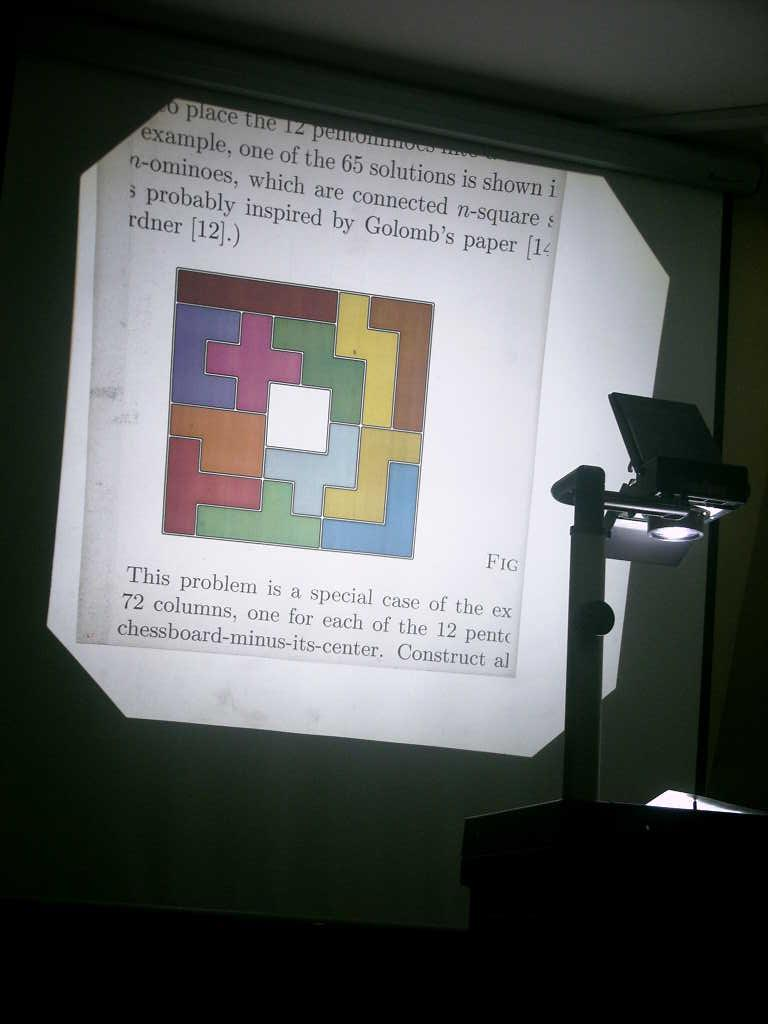
Sur cette image, on peut voir les contours du transparent projetés à l'écran.

Les transparents et les rétroprojecteurs sont décrits dans plusieurs guides et manuels comme ayant de nombreux avantages, notamment par rapport à un tableau noir. Il est en effet plus facile pour la personne qui explique ou enseigne devant un public d'écrire au feutre sur un transparent, faisant face à son auditoire, plutôt que de devoir écrire en grand à la craie.
Les transparents peuvent également être préparés à l'avance, et réutilisés d'une fois sur l'autre, ce qui permet de gagner du temps par rapport à un tableau.